# Julien Gracq
Julien Gracq (Saint-Florent-le-Vieil, Maine-et-Loire, 27 de Julho de 1910 - Angers, 22 de Dezembro de 2007), de nome verdadeiro Louis Poirier, foi um escritor francês.

## Vida
Um dos autores mais discretos do cenário literário francês, pois considerava que o escritor deve desaparecer por detrás de sua obra. Influenciado pelo romantismo alemão e pelo surrealismo, a obra de Julien Gracq combinava o insólito e o simbolismo fantástico.
Antigo aluno da École normale supérieure (promotion 1930), e da École libre des sciences politiques, agrégé d'histoire et de géographie, ele fez uma carreira de professor nos liceus de Quimper, Nantes, Amiens e no liceu Claude-Bernard de Paris do qual se aposentou em 1970.
Na Segunda Guerra Mundial foi convocado. Depois da recusa da editora Gallimard, publicou sua primeira obra, Au château d'Argol, com o editor José Corti ao qual permaneceu fiel. André Breton chamou atenção para o romance e contribui para as primeiras notas da crítica literária. Gracq manteve-se próximo à André Breton sem filiar-se ao movimento surrealista. Escreveu em seguida um ensaio intitulado "André Breton, quelques aspects de l'écrivain" em 1948.
A descoberta de As falésias de Mármore de Ernst Jünger foi uma verdadeira revelação para Julien Gracq.
Em 1951 rejeitou o prémio Goncourt pela sua obra-prima A Costa das Sirtes.

## Trabalhos
Todas as obras de Julien Gracq foram publicadas pelas edições José Corti - sempre recusou a publicação dos seus livros em brochura - com excepção de Prose pour l'Erangère, publicada em 63 exemplares em edição não comercial, e que é incluído apenas na edição da Bibliothèque de la Pléiade e em uma edição franco-japonesa (ISBN  4-7837-2846-1). A edição da Pléiade é composta por dois volumes, publicados em 1989 e 1995 sob a direção de Bernhild Boie. Reúne todos os textos mencionados na seguinte bibliografia, com exceção das duas últimas entrevistas publicadas na coletânea publicada em 2002, Plénément, os War Scrolls, a história Les Terres du couchant e a coleção de fragmentos Nodes of Life.
- Au château d'Argol (1938)
- Un beau ténébreux (1945)
- Liberté grande (1946)
- André Breton, quelques aspects de l'écrivain (1948)
- Le Roi pêcheur (1948)
- La Littérature à l'estomac (1950)
- Le Rivage des Syrtes (1951)
- La Terre habitable (1951)
- Prose pour l'étrangère (1952)
- Un balcon en forêt (1958)
- Préférences (1961)
- Lettrines I (1967)
- La Presqu'île (1970)
- Lettrines II (1974)
- Les Eaux étroites (1976)
- En lisant en écrivant (1980)
- La Forme d'une ville (1985)
- Proust considéré comme terminus, suivi de Stendhal, Balzac, Flaubert, Zola (1986)
- Autour des sept collines (1988)
- Carnets du grand chemin (1992)
- Entretiens (2002)
- Plénièrement (Éditions Fata Morgana, 2006) Reedição de um texto de homenagem a André Breton publicado no NRF (La Nouvelle Revue française) en 1967.
- Manuscrits de guerre (2011)
- Les Terres du couchant (2014)
- Nœuds de vie, José Corti (2021), textos não publicados coletados por Bernhild Boie